# Ifold
Ifold är en by i West Sussex i England. Byn är belägen 30 km 
från Chichester. Orten har 1 162 invånare (2016).